# Río Sanaga
El río Sanaga es un largo río del África centrooccidental, el río más importante de Camerún, que desemboca en el océano Atlántico en el golfo de Biafra. El río, en su curso superior, también es conocido como río Djerem. Administrativamente, el río discurre por 4 de las 10 provincias de Camerún, en concreto por las provincias de Adamawa, Este, Centro y Litoral. Tiene una longitud de 918 km (otras fuentes hablan de 1060 km, incluyendo el Djerem) y drena una cuenca de 140 000 km², una cuarta parte del país (similar a países como Grecia o Nicaragua).

## Geografía
El río Sanaga nace en la meseta de Adamawa, en la región Adamawa, en concreto en el monte de Adamaoua, donde lleva el nombre de Djerem, hasta que recibe por la izquierda las aguas de su primer afluente de importancia, el río Lom, en el límite de la Reserva Pangar Djerem. En este primer tramo el río está represado en el lago de Mbakaou. Finalmente, tras atravesar el país en dirección suroeste, desemboca en el Atlántico cerca de Douala, en el golfo de Biafra.
Su principal afluente es el río Mbam, con una longitud de 425 km y que le aborda por la margen derecha.
El río atraviesa las ciudades de Mbargué, Bélabo (1321 hab. en 2001, estimada), Nanga Eboko (35 330 hab.) y Edéa (122 300 hab.). El ferrocarril Camrail atraviesa el río mediante un puente en Edéa.
En el Senaga se han construido dos centrales hidroeléctricas que producen alrededor del 95 % de toda la electricidad consumida en Camerún, la más importante en Edéa, en su curso bajo, y la de Nachtigal en su curso medio (a unos 100 km al noreste de la capital Yaundé). Además, se han hecho tres presas más en el río para crear embalses en la cabecera que suministren suficiente caudal en la estación seca para permitir la producción de energía. La densidad de población en la mayoría de la cuenca es de media a bajo, y posiblemente en torno al 5-10 % de la población de Camerún, de 16 millones de personas viven en la cuenca del Sanaga.
El Sanaga forma la frontera entre dos ecorregiones de selva umbrófila: la selva costera del Cross-Sanaga y Bioko, que se encuentra en el norte, entre el río Cross y el Sanaga, y la selva costera ecuatorial atlántica que se extiende al sur del río, a través del suroeste de Camerún, en la Región Continental de Guinea Ecuatorial, Gabón, República del Congo, Cabinda, y República Democrática del Congo.

## Hidrometría
El caudal del río se ha observado durante 38 años (1943-80) en Edéa, una ciudad no muy lejos de su desembocadura en el océano.
En Edéa, el caudal medio anual observado durante este período fue de 1985 m³/s, con una cuenca de 131 520 km², es decir, casi la totalidad de la cuenca del río.
| Caudal medio mensual del Sanaga en la estación hidrométrica de Edéa (Datos calculados en 38 años, 1943-80, en m³/s) |
| |